# 須瀾
须澜（1488年—？年），字孟觀，號南野，松江府華亭縣人，直隶德州卫軍籍。明朝政治人物。

## 生平
治《易經》，行四，正德十四年（1519年）山東鄉試第七名舉人，年三十六歲中式嘉靖二年（1523年）癸未科會試第一百四名，第三甲第二百四十一名進士。授知县，七年七月选授試御史理刑，次年實授南京监察御史，十三年巡按南直隶，十四年二月升陕西按察司佥事，十九年六月升本司副使、整饬潼关兵备。

## 家族
曾祖须景贤。祖父须礼。父须显。前母杜氏，母高氏。慈侍下。兄洪、濟、弟潤。